# Пользователь (информатика)

В компьютерной программе или на веб-сайте пользователь часто представлен абстрактным значком человека.

Пользователь — лицо, которое использует компьютер или сетевую службу.
Пользователь обычно имеет учётную запись пользователя и идентифицируется в системе по псевдониму (имени пользователя — англ. username). Другие термины для имени пользователя включают логин (англ. login), имя учётной записи (англ. account name), псевдоним или прозвище (англ. nick, nickname).
Некоторые программные продукты поставляют услуги другим системам и не имеют никаких непосредственных пользователей.

## Учётная запись пользователя
Учётная запись пользователя позволяет пользователю проходить аутентификацию в системе и потенциально получать разрешение на доступ к ресурсам, предоставляемым этой системой или подключенным к ней. Однако аутентификация не подразумевает авторизации. Чтобы войти в учётную запись, пользователю обычно требуется аутентифицировать себя с помощью пароля или других учётных данных для целей отчётности, безопасности, журналирования и управления ресурсами.
После того, как пользователь вошёл в систему, операционная система зачастую использует идентификатор, такой как целое число, для ссылки на него, а не на его имя пользователя, посредством процесса, известного как корреляция идентификаторов. В системах Unix имя пользователя соотносится с идентификатором пользователя.
Компьютерные системы работают в одном из двух вариантов в зависимости от того, какие пользователи у них есть:
- Однопользовательские системы не имеют концепции нескольких учётных записей пользователей;
- Многопользовательские системы имеют такую концепцию и требуют, чтобы пользователи идентифицировали себя перед использованием системы.

Каждая учётная запись пользователя в многопользовательской системе обычно имеет домашний каталог, в котором хранятся файлы, относящиеся исключительно к деятельности этого пользователя, который защищен от доступа других пользователей (хотя системный администратор может обладать доступом). Учётные записи пользователей часто содержат общедоступный профиль пользователя, который содержит основную информацию, предоставленную владельцем учётной записи. Файлы, хранящиеся в домашнем каталоге (и во всех других каталогах в системе), имеют разрешения файловой системы, которые проверяются операционной системой, чтобы определить, каким пользователям предоставлен доступ для чтения или выполнения файла или для сохранения нового файла в этом каталоге.
Несмотря на то, что большинство ОС подразумевают использование учётных записей лишь одним человеком за раз, во многих системах предусмотрена специальная учётная запись, предоставляющая любому пользователю внешний доступ к системе. Например, имя пользователя «anonymous» для анонимного FTP и имя пользователя «guest» для гостевой учётной записи.

### Формат имени пользователя
Различные операционные системы и приложения ожидают или применяют различные правила для формата имени пользователя. Например, в средах Microsoft Windows обратите внимание на потенциальное использование:
- Формат базового имени пользователя (англ. UPN — User Principal Name) — например: UserName@Example.com;
- Формат имени входа нижнего уровня — например: DOMAIN\UserName (ДОМЕН\ИмяПользователя).